# MTV Movie & TV Awards
Кіно- та теле- нагороди MTV (англ. MTV Movie & TV Awards; попередня назва — англ. MTV Movie Awards) — щорічне телевізійне шоу з присудження нагород в галузі американського кіно та телебачення, яке організовує телеканал MTV.
Шоу, що існує з 1992 року, традиційно проводиться на початку літнього сезону блокбастерів. 2017 року було перейменовано, щоб включити телевізійні категорії. Номінантів визначають продюсери та керівники каналу MTV. Переможець визначається шляхом голосування на офіційному сайті MTV. Нагорода являє собою золотий стакан поп-корну.
Нагородження 2020 року було скасовано через пандемію коронавірусної хвороби. Натомість 6 грудня 2020 року MTV транслювало кліп-шоу, організоване Ванессою Гадженс, «MTV Movie & TV Awards: Greatest of All Time», у якому були представлені основні моменти з минулих церемоній і висвітлені визначні моменти з кіно та телебачення, починаючи з 1980-х років.
У 2024 році церемонія нагородження не відбудеться. Ця новина з’явилася після того, як на церемонію вручення нагород MTV Movie & TV Awards у 2023 році вплинув страйк WGA, і довелося відмовитися від прямої трансляції на попередньо записане шоу. Очікується, що шоу повернеться в оновленому форматі в 2025 році.
Шоу «Кінонагороди MTV» багато в чому пародіює оскарівську церемонію, зокрема, знімаються спеціальні ролики-пародії на фільми-номінанти. Незмінний атрибут шоу — живі виступи музикантів. Переможці в різних категоріях визначаються глядацьким голосуванням на сайті MTV та з великою точністю відображають смак американських тінейджерів.
Церемонія вручення премії проводиться у гумористичному ключі. Нерідко вручаються жартівливі премії. На сцені з'являються персонажі із заявлених фільмів (Йода, Голлум) та вимовляють подячні мови, як актори.

## Номінації
- Найкращий фільм
- Найкраще виконання (чоловіча та жіноча роль)
- Найкращий прорив року (чоловіча та жіноча роль)
- Найкращий лиходій
- Найкращий герой
- Найкраще комедійне виконання
- Найбільш лякаюче виконання
- Найкращий поцілунок
- Найкраща бійка
- Найкраща пісня з фільму
- Найбажаніший чоловік (1992—1996)
- Найбажаніша жінка (1992—1996)
- Найкращий кінодует (1992-2006) — змінено на Найкраща команда
- Найкращий новий режисер (1992 — 2002)
- Найкращий віртуальний персонаж (2003)
- Найкраща відеогра, що базується на фільмі (2005)
- Найсексуальніше виконання (2006)
- Найкращий пікантний епізод (із 2009 року)

## Найкращий віртуальний персонаж (2003)
- Переможець — Голлум : Володар Перснів: Дві вежі
- Номінанти
  - Добі — Гаррі Поттер і таємна кімната
  - Кенгуру Джек — Кенгуру Джек
  - Йода — Зоряні війни. Епізод II. Атака клонів

## Найкращий новий режисер
| Рік  | Переможець      | Фільм                    |
| ---- | --------------- | ------------------------ |
| 1992 | Джон Сінглетон  | Хлопці з вулиці          |
| 1993 | Карл Франклін   | Один хибний хід          |
| 1994 | Стівен Зейлліан | У пошуках Боббі Фішера   |
| 1995 | Стів Джеймс     | Обруч Мрії               |
| 1996 | Вес Андерсон    | Пляшкова ракета          |
| 1997 | Даг Лайман      | Свінгери                 |
| 1998 | Пітер Каттанео  | Чоловічий стриптиз       |
| 1999 | Гай Річі        | Карти, гроші, два стволи |
| 2000 | Спайк Джонз     | Бути Джоном Малковичем   |
| 2001 | Софія Коппола   | Незайманки-самогубці     |
| 2002 | Крістофер Нолан | Пам'ятай                 |

## Цікаві факти
- Перша принципова відмінність даної церемонії від інших, полягає в тому, що можливість віддати свої голоси за улюблений фільм (або актора) надається звичайним глядачам, глядачам телеканалу MTV. Друга відмінність — набір номінацій, що не мають аналогів в інших преміях кінематографа.
- Головним призом церемонії є Золота склянка попкорну.
- Рекордсменом за кількістю зібраних нагород є комік Джим Керрі, що святкував перемогу 10 разів (загальна кількість номінацій — 22).